# Henri Christophe
Henri Christophe (Anri Kristòf, 6. října 1767 Grenada – 8. října 1820 Cap-Haïtien) byl jeden z vůdců haitské revoluce a v letech 1806 až 1820 vládce severní části Haiti jako Jindřich I. (Henri I.).

## Životopis
O jeho mládí neexistují spolehlivé údaje. Předpokládá se, že byl bambarského původu a narodil se na Grenadě nebo jiném karibském ostrově, jako otrok se dostal na Saint-Domingue a sloužil jako podomek v hotelu, dokud se nevykoupil z otroctví. Bojoval mezi černošskými dobrovolníky na straně americké revoluce, roku 1791 se přidal ke vzpouře otroků na Haiti a roku 1802 ho Toussaint Louverture jmenoval generálem. Po zavraždění císaře Jeana-Jacquese Dessalinese v roce 1806 vypukl boj o moc mezi Christophem a Alexandrem Pétionem, který vyústil v rozdělení země na jih s prezidentem Pétionem a sever, kde Christophe se svými stoupenci vyhlásil Haitský stát s hlavním městem Cap-Henri (dnešní Cap-Haïtien). V roce 1811 se nechal korunovat králem pod jménem Henri I. a zavedl absolutistickou monarchii, uděloval šlechtické tituly, v Milotu vybudoval výstavnou rezidenci Sans-Souci a pevnost Citadelle Laferrière, vydal zákoník Code Henri, velkoryse investoval do školství a kultury. V roce 1814 se jeho vojskům podařilo odrazit pokus Francouzů o opětovné ovládnutí ostrova. Henri Christophe se snažil pozvednout zemědělskou produkci zaváděním nucených prací, což vedlo ke značné nespokojenosti s jeho vládou. V srpnu 1820 byl král raněn mrtvicí, jeho oslabení využila armáda ke vzpouře a v bezvýchodné situaci se 8. října 1820 Henri Christophe zastřelil. Pár dní nato byl při nepokojích zabit i jeho šestnáctiletý syn Jacques-Victor Henry, jehož jmenoval svým nástupcem, a Jean-Pierre Boyer Haiti znovu sjednotil. Potomky Henri Christophea byli Pierre Nord Alexis, haitský prezident v letech 1902–1908, a Michèle Bennettová, manželka diktátora Jeana-Clauda Duvaliera. Alejo Carpentier popsal Christophovu vládu v románu Království z tohoto světa.